# 1. Sinfonie (Elgar)

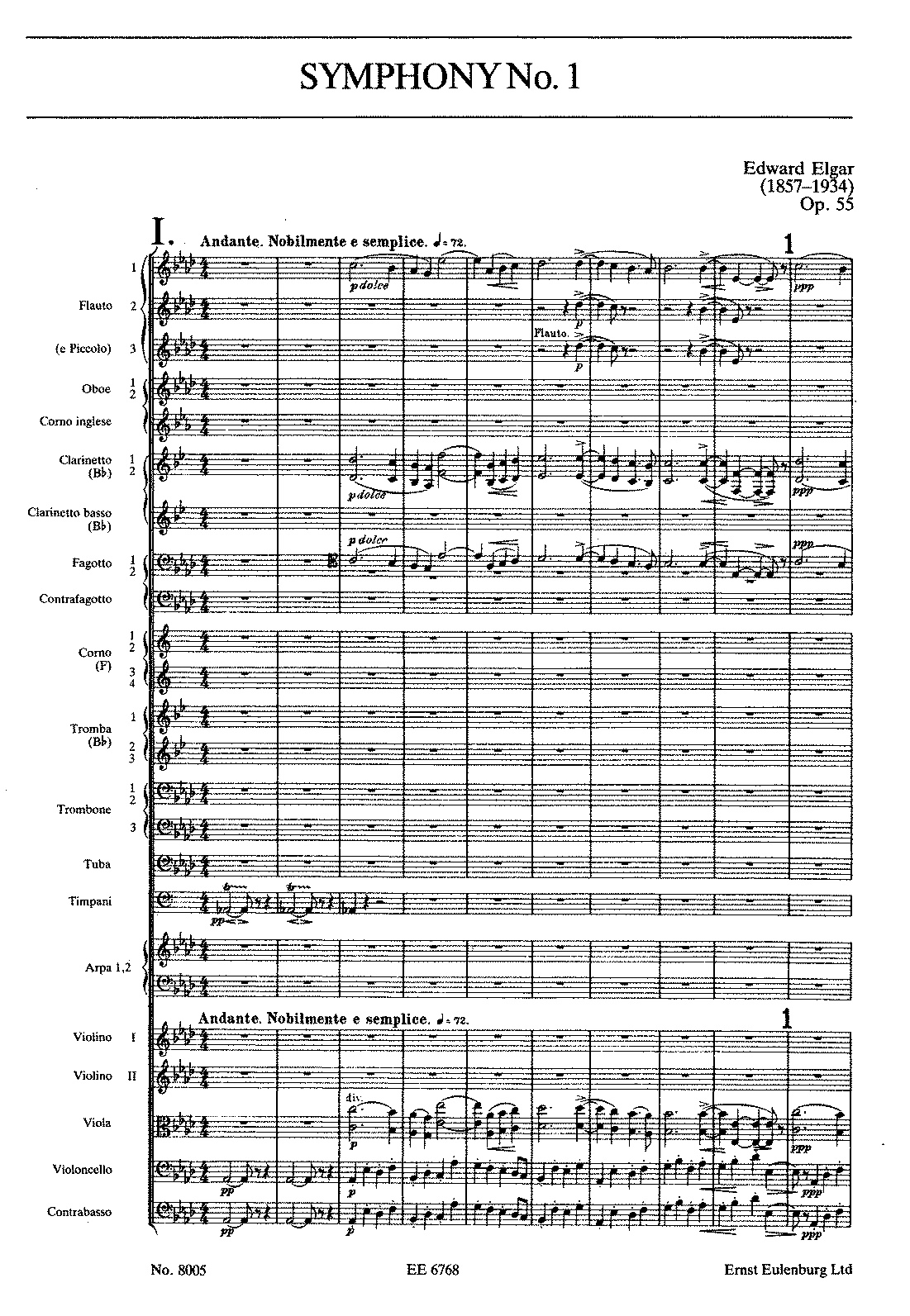
Anfang der 1. Sinfonie von Edward Elgar

Die Sinfonie in As-Dur, Opus 55 (komponiert 1907–08, uraufgeführt am 3. Dezember 1908 in Manchester vom Hallé-Orchester unter der Leitung des Widmungsträgers Hans Richter) ist die erste der zwei vollendeten Sinfonien von Edward Elgar. Das Werk fand umgehend Eingang in das Standardrepertoire des britischen und internationalen Konzertbetriebs und steht an der Basis der britischen Sinfonik des 20. Jahrhunderts (die durch Komponisten wie Arnold Bax, Havergal Brian, Ralph Vaughan Williams, Malcolm Arnold oder George Lloyd fortgeführt wurde). Die Erste Sinfonie gilt nach wie vor als eines der Meisterwerke ihres Schöpfers.
Die Sinfonie besteht aus vier Sätzen. Die Gesamtdauer beträgt in der Regel ca. 50–55 Minuten, in der von Elgar selbst dirigierten Gesamtaufnahme (1930) 46 Minuten.
1. Andante nobilmente e semplice – Allegro
2. Allegro molto
3. Adagio
4. Lento – allegro

Erste Entwürfe zu dem Werk entstanden 1899, nachdem Elgar 1898 beschlossen hatte, General Charles George Gordons Wirken und Tod eine heroisch-tragische Sinfonie zu widmen. Bis 1904 arbeitete der Komponist an den Skizzen, verwarf diese zu guter Letzt jedoch – später fanden sie in die Zweite Sinfonie Eingang. Die 1. Sinfonie ging hingegen aus Skizzen zu einem Streichquartett hervor. Die Komposition erfolgte größtenteils in Rom.
Die langsame Einleitung zum ausgedehnten Kopfsatz stellt ein Thema von feierlich-hymnischem Charakter vor, das dem ganzen Werk als Motto dient und im weiteren Verlauf immer wieder in Erscheinung tritt. Der Allegro-Teil steht in d-Moll, also einer Tonart, die sich verwandtschaftlich vom anfänglichen As-Dur wegen des Tritonus-Abstands der Grundtöne extrem weit entfernt. Das Scherzo pendelt zwischen Abschnitten mit teils hektischem, teils rhythmisch aggressiv zupackendem Charakter und geschmeidigeren (trioartigen) Passagen. Nach einer Phase der Beruhigung folgt attacca das gesangvolle Adagio, dessen Thema notengetreu das Thema des Scherzos (in langsamerer Bewegung) ist. Hans Richter bezeichnete diesen Satz als „echten langsamen Satz, wie ihn Beethoven geschrieben hätte.“ Der ausladende und charakterlich vielschichtige Schlusssatz endet mit einer triumphalen Apotheose des Motto-Themas in einem effektvollen klanglichen Schlussfeuerwerk.

## Quelle
Begleittext von Michael Kennedy zur Aufnahme von Adrian Boult mit dem London Philharmonic Orchestra (1977)